# نيفيل موت
سير نيفيل فرانسيس موت  (بالإنجليزية: Sir Nevill Francis Mott)‏ هو عالم فيزيائي بريطاني حاز على جائزة نوبل للفيزياء عام 1977 بالمشتركة مع فيليب أندرسون وجون فان فليك عن «تفسيرهم التركيب الإلكتروني للمواد الصلبة المسامية والمغناطيسية».
ولد نيفيل موت في 30 سبتمبر 1905 وتوفي في 8 أغسطس 1996.

## روابط خارجية
- نيفيل موت على موقع IMDb (الإنجليزية)
- نيفيل موت على موقع الموسوعة البريطانية (الإنجليزية)
- نيفيل موت على موقع مونزينجر (الألمانية)
- نيفيل موت على موقع إن إن دي بي (الإنجليزية)
- نيفيل موت على موقع قاعدة بيانات الفيلم (الإنجليزية)